# Осада Секешфехервара (1601)
Осада Секешфехервара (нем. Belagerung von Stuhlweißenburg) — одно из сражений во время австро-турецкой так называемой Долгой войны. Войска Священной Римской империи под командованием Филиппа Эммануэля Лотарингского, герцога де Меркёра, после двухнедельной осады взяли османскую крепость Секешфехервар.
Венгерская крепость Секешфехервар была захвачена турками в 1543 году во время австро-турецкой войны (1540—1547). В 1601 года император Рудольф II послал армию под командованием герцога де Меркёра и графа Адольфа фон Шварценберга для осады Штульвайсенбурга (так на немецком языке назывался Секешфехервар). Из-за медленного сбора имперской армии поход смог начаться только 2 сентября. В полдень 9 сентября армия прибыла под крепость и расположилась лагерем в двух местах.
Дезертир рассказал герцогу, что в город можно попасть через брод. Герцог немедленно послал генерала Германа фон Руссвурма с 1000 человек найти проход. Позже в тот же день, с большими трудностями продвигаясь по грязи, Руссвурм нашел брод и послал сигнал герцогу. Атака началась вечером 13 сентября, после наступления темноты. Меркёр проводил атаку «с большим шумом», чтобы отвлечь основную часть османских защитников к передней части крепости, в то время как Руссвурм, согласно установленному плану, взобрался по лестницам с тыла на стены со своими людьми. Через четверть часа сопротивление было подавлено, а оставшиеся защитники подожгли городские районы в нескольких местах (многие дома в это время были разрушены) и укрылись во дворце-замке.
Днем 15 сентября на артиллерийскую позицию напротив ворот в Дьёр уже были выведены четыре пушки, начавшие обстрел. 17 сентября другие шесть пушек разрушили стены, защищавшие дворцовые ворота. В девять часов утра 20 сентября начался генеральный штурм силами двух колонн. Защитники оборонялись упорно, но частью были перебиты, частью вынуждены сдаться во второй половине дня.

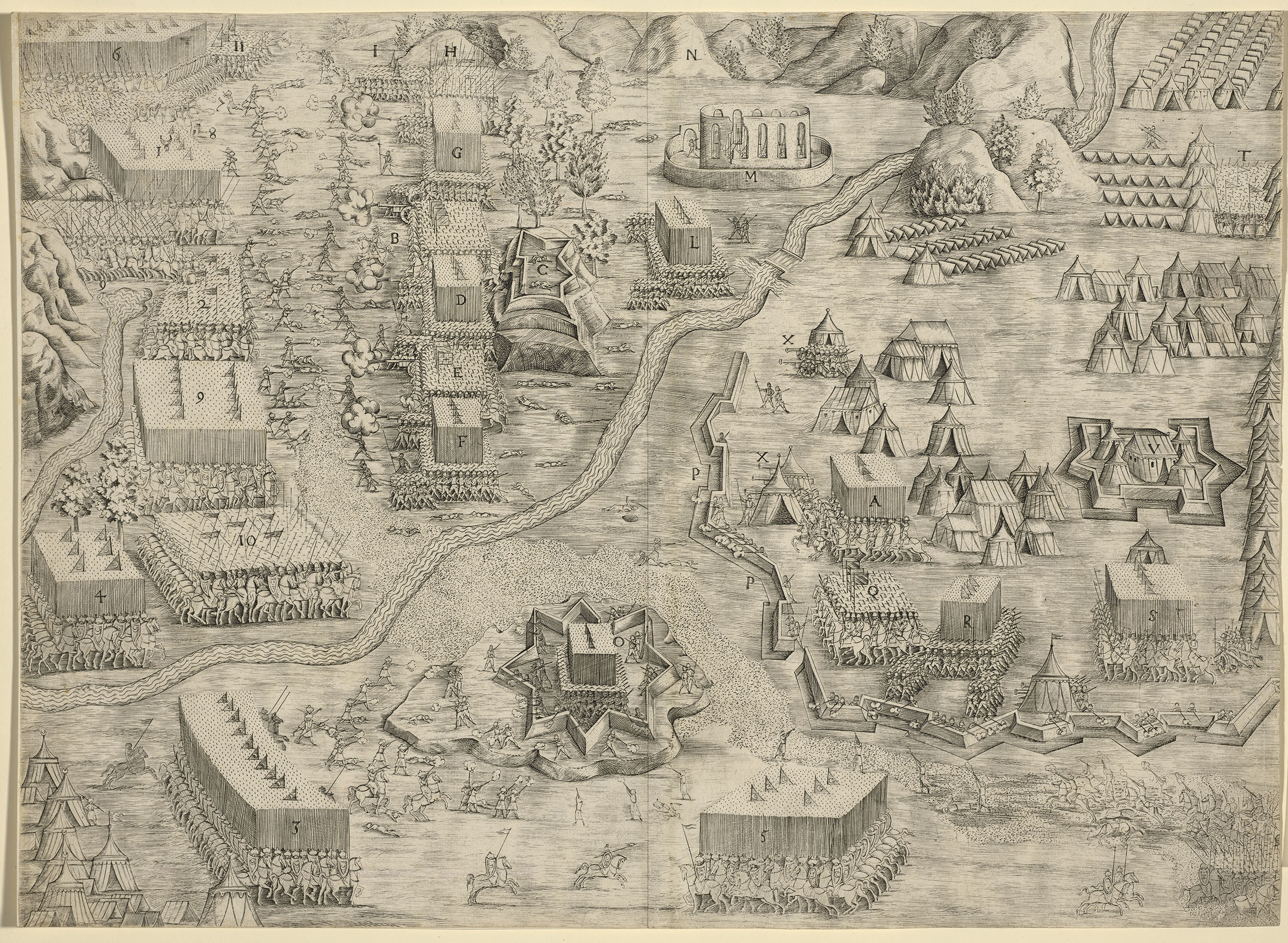
1-я попытка возврата крепости 9 октября 1601 г.

Менее чем через три недели, 9 октября, Хасан-паша с большой османской армией попытался вернуть Секешфехервар, но имперская армия под командованием австрийского эрцгерцога Матвея разбила турок в битве при Шаррете.
В августе 1602 года Лала Мехмед-паша отбил Секешфехервар.